# Incontro a Parigi
Incontro a Parigi (I Met Him in Paris) è un film del 1937 diretto da Wesley Ruggles.